# Mary Kay Adams
Mary Kay Adams (Middletown, 12 settembre 1962) è un'attrice statunitense attiva al cinema, in televisione e a teatro. È nota per aver interpretato India von Halkein nella soap opera Sentieri, Grilka nella serie televisiva Star Trek: Deep Space Nine e Na'Toth nella serie televisiva Babylon 5.

## Biografia
È nota al pubblico soprattutto per le sue partecipazioni ad alcune delle soap opera più note, come Una vita da vivere, Così gira il mondo e Sentieri. In particolare, in quest'ultima ha ricoperto per diversi anni il ruolo della baronessa India von Halkein, seconda moglie di Phillip Spaulding.
Nel 1994 entra a far parte del franchise di fantascienza Star Trek, impersonando la Klingon Grilka nei due episodi Il casato di Quark (The House of Quark, 1994) e Cercando il par'Mach nel posto sbagliato (Looking for par'Mach In All the Wrong Places, 1996) della serie televisiva Star Trek: Deep Space Nine, terza serie live-action del franchise. Grilka, vedova del capo del casato di Kozak, che Quark millanta di aver ucciso, lo costringe a sposarlo, così da conservare il nome del casato.
Negli stessi anni recita nella serie di fantascienza Babylon 5, nella quale interpreta il personaggio di Na'Toth (impersonata nella serie anche dall'attrice Caitlin Brown), attaché della specie Narn, figlia del Consigliere Shu'Toth.

## Filmografia

### Cinema
- I Muppet alla conquista di Broadway (The Muppets Take Manhattan), regia di Frank Oz (1984)
- Non guardarmi: non ti sento (See No Evil, Hear No Evil), regia di Arthur Hiller (1989)
- Nata ieri (Born Yesterday), regia di Luis Mandoki (1993)
- Halloween killer (Satan's Little Helper), regia di Jeff Lieberman (2004)

### Televisione
- Sentieri (Guiding Light) - soap opera, 65 episodi (1984–2005)
- The 100 Lives of Black Jack Savage - serie TV, episodio 1x04 (1991)
- Due come noi (Jake and the Fatman) - serie TV, episodio 5x09 (1992)
- Una vita da vivere (One Life to Live) - soap opera (1992)
- Così gira il mondo (As the World Turns) - serie TV, 10 episodi (1992-1993)
- Traps - serie TV, episodio 1x05 (1994)
- Babylon 5 - serie TV, 22 episodi (1994–1995)
- Star Trek: Deep Space Nine - serie TV, episodi 3x03-5x03 (1994-1996)
- Fast Company, regia di Gary Nelson - film TV (1995)
- The Crew - serie TV, episodio 1x05 (1995)
- Mike Land: professione detective (Land's End) - serie TV, episodio 1x04 (1995)
- The Home Court - serie TV, episodio 1x10 (1996)
- The John Larroquette Show - serie TV, episodio 4x02 (1996)
- Dark Skies - Oscure presenze (Dark Skies) - serie TV, episodio 1x02 (1996)
- Tutti amano Raymond (Everybody Loves Raymond) - serie TV, episodio 1x21 (1997)
- Un detective in corsia (Diagnosis Murder) - serie TV, episodio 4x26 (1997)
- Squadra emergenza (Third Watch) - serie TV, episodio 1x04 (1999)
- Law & Order - I due volti della giustizia (Law & Order) - serie TV, episodio 10x16 (2000)